# Programa Jovem Senador
O Programa Senado Jovem Brasileiro, mais conhecido simplesmente como Jovem Senador, é um programa governamental do Brasil que engloba o Projeto Jovem Senador e o Concurso de Redação do Senado Federal. O programa é realizado anualmente e permite aos estudantes do ensino médio das escolas públicas estaduais e do Distrito Federal, de até 19 anos, conhecimento acerca da estrutura e do funcionamento do Poder Legislativo do Brasil. O projeto conta com a parceria do Ministério da Educação (MEC), do Conselho Nacional de Secretários de Educação (Consed) e o apoio das secretarias de Educação dos estados e do Distrito Federal.
O Programa Senado Jovem Brasileiro, criado por meio da Resolução 42/2010, engloba o Projeto Jovem Senador e o Concurso de Redação do Senado Federal. O nome-síntese Jovem Senador é utilizado para referir-se ao conjunto das atividades do Programa. 
A cada ano é proposto um tema de redação como forma de ingresso. Os temas sempre abordam tópicos de civismo, questões sociais e convidam à reflexão sobre o exercício da cidadania. Os autores das 27 melhores redações — um de cada estado e do Distrito Federal — são automaticamente selecionados para vivenciar, em Brasília, o processo de discussão e elaboração das leis do país, conforme a atuação dos senadores da República.
A legislatura tem duração de quatro dias e inicia-se com a posse dos jovens senadores e a eleição da Mesa. Os trabalhos são encerrados com a aprovação dos projetos e a consequente publicação no Diário do Senado Federal.

## Funcionamento
A cada ano é proposto um tema de redação como forma de ingresso. Tais temas abordam tópicos de civismo, questões sociais e convidam à reflexão sobre o exercício da cidadania. Os autores das 27 melhores redações — um de cada estado e do Distrito Federal — são automaticamente selecionados para vivenciar, em Brasília, o processo de discussão e elaboração das leis do país, conforme a atuação dos senadores da República.
| Ano  | Estado              | Estudante                             |
| ---- | ------------------- | ------------------------------------- |
| 2022 | Ceará               | 1º Francisco Davi da Silva Pereira    |
| 2022 | Maranhão            | 2º Guilherme Carvalho Bilio de Sousa  |
| 2022 | Rondônia            | 3º Guilherme Bento Smaleski           |
| 2022 | Acre                | Ana Beatriz Martins de Freitas Amorim |
| 2022 | Alagoas             | Rhilary Kevinny Martins Feitosa       |
| 2022 | Amapá               | Quéren Hapuque de Araújo Lima         |
| 2022 | Amazonas            | Esthefane Feitosa de Barros           |
| 2022 | Bahia               | Ravan dos Santos Andrade              |
| 2022 | Distrito Federal    | Ana Clara Mirandela dos Santos        |
| 2022 | Espírito Santo      | Helen Pansini Pellacani               |
| 2022 | Goiás               | Vitória Costa Dias                    |
| 2022 | Mato Grosso         | Giovanna Martins Rychlewski Gomes     |
| 2022 | Mato Grosso do Sul  | Maria Eduarda Jucá Ojeda              |
| 2022 | Minas Gerais        | Ana Luiza Neri Valadares              |
| 2022 | Pará                | Domingas da Silva Pereira             |
| 2022 | Paraíba             | Erick Gabriel Ferreira Cordeiro       |
| 2022 | Paraná              | Gabriel Cezar Luiz Rigolin            |
| 2022 | Pernambuco          | Manoel David de Medeiros da Silva     |
| 2022 | Piauí               | Ana Leticia Eustorgio Guedes          |
| 2022 | Rio de Janeiro      | Renata Gonçalves Ribeiro Rebelo       |
| 2022 | Rio Grande do Norte | Nicolle Victoria Freire de Lima       |
| 2022 | Rio Grande do Sul   | Jamily Aguirre Marques                |
| 2022 | Roraima             | Dinitine Savanele Ramalho Figueredo   |
| 2022 | Santa Catarina      | Gabriela Beduschi Guadagnin           |
| 2022 | São Paulo           | Leticia Bergamini Ribeiro             |
| 2022 | Sergipe             | Cauã Carvalho de Oliveira             |
| 2022 | Tocantins           | Mara Daniella Rocha Cardoso           |